# Лангја брест
Лангја брест (Ulmus chenmoui, 琅琊榆, лангја ји) до 1979. године када је из Пекинга послато семе у „Dorschkamp” - Wageningen, европски центар за оплемењивање брестова, ова врста званично на Западу није била описана. Врста је сродна са U. davidiana и U. carpinifolia, а у Кини ју је 1958. описао Ченг.

## Морфологија
Листопадно дрво до 20 m високо, прсни пречник до 50 cm. Три индивидуе размножене зеленим резницама 1984. године у Арборетуму Шумарског факултета у Београду у 5. години достизале су висину 160–180 cm, и пречник од 1,41-1,60 cm. При дну сва три стабла формирани су плутасти израштаји. Стабло има мање-више усправан раст.
Кора сивосмеђа, љушти се у неправилним елипсоидним комадима. Младе гранчице смеђе, густо сомотасто длакаве, касније голе, неокриљене и без плутастих израштаја. Пупољци јајасти, тупи са делимично длакавим љуспама.
Листови 5–18 cm дуги, и 3–10 cm широки, скоро симетрични при основи и издужено зашиљени на врху. Боја листа нешто светлија него код европских врста. Обод листа двоструко тестераст, са једним до два секундарна зуба на примарном. Лиска широко објајаста, издужено објајаста или објајасто елиптична, са лица грубо турпијасто длакава, а са наличја сомотаста, нерви беличасти. На краћој половини лиске 11 до 20 секундарних нерава од којих се око 1/4 рачва при врху. Лисна дршка дуга 0,2-1,5 cm, сомотасто длакава.
Од 10 сејанаца, гајених у стаклари Института "Dorschkamp" ради што бржег ступања у репродуктивну фазу, шест је образовало цветне пупољке у 3. години. Ступање у репродуктивну фазу код биљака гајених на отвореном било је у 7. години. Цимозне цвасти формирају се на двогодишњим гранчицама. Перијант го на врху четворорежњевит. Цветање у марту.
Крилата орашица уско или шире објајаста 1,5-2,5 × 1-1,7 cm, длакава са остатком перијанта у бази; дршка 1–2 mm. Семе је у центру или ближе врху. Плодоношење у априлу.

## Ареал
Врста расте у подножју планинских ланаца Лангја Шан и Баохуа Шан од 100 до 200 m. н. в. у блажој клими покрајина Анхуеј и Ђангсу на истоку Кине.

## Штеточине и болести
U. chenmoui показује изузетну отпорност према холандској болести, у рангу је са Ulmus pumila, буба листара Xanthogaleruca luteola га избегава, али је делимично осетљив према бактерији (Ca. Phytoplasma ulmi) која изазива некрозу флоема бреста.

## Значај
У хортикултури и пејзажној архитектури је изузетно редак и у свету и код нас. За шумарство нема значаја. Због отпорности према холандској болести углавном се употребљава као родитељ у синтези отпорних клонова. Врста је диплоид (2n=28) што обезбеђује компатибилност у хибридизацији са осталим таксонима бреста.